# General der Nachrichtentruppe
General der Nachrichtentruppe war ein militärischer Dienstgrad des Heeres (Wehrmacht 1933–1945).
Er entsprach dem eines Generals der Waffengattung. Dieser Generalsrang wurde für die Nachrichtentruppe des Heeres lediglich zweimal vergeben und stellt damit eine Besonderheit innerhalb des Rangsystems dar.
Für die Luftwaffe wurde ein General der Luftnachrichtentruppe als Dienstgrad vergeben.
Ähnliche Dienstgradbezeichnungen wurden von der Wehrmacht auch für andere Waffengattungen eingeführt (bspw. General der Fallschirmtruppe, General der Panzertruppe).

## Offiziere in diesem Dienstgrad
| Name             | Lebensdaten | Beförderung     | Anmerkungen                                                                                           |
| ---------------- | ----------- | --------------- | --- |
| Erich Fellgiebel | 1886–1944   | 1. August 1940  | Inspekteur der Nachrichtentruppe                                                                      |
| Albert Praun     | 1894–1975   | 1. Oktober 1944 | Chef des Heeres-Nachrichtenwesens im Oberkommando des Heeres und Chef des Wehrmacht-Nachrichtenwesens |